# Avelin
Avelin är en kommun i departementet Nord i regionen Hauts-de-France i norra Frankrike. Kommunen ligger i kantonen Pont-à-Marcq som tillhör arrondissementet Lille. År 2022 hade Avelin 2 575 invånare.

## Befolkningsutveckling
Antalet invånare i kommunen Avelin
| Referens: INSEE |